# Going for the One
Going for the One je osmé studiové album britské progresivní rockové skupiny Yes. Jeho nahrávání probíhalo od konce roku 1976 do jara následujícího roku v Mountain Studios ve švýcarském Montreux. Album pak vyšlo v červenci 1977 u vydavatelství Atlantic Records. Autorem obalu alba je Hipgnosis.

## Seznam skladeb
| Pořadí         | Název               | Autor                            | Délka |
| -------------- | ------------------- | -------------------------------- | ----- |
| 1.             | Going for the One   | Jon Anderson                     | 5:32  |
| 2.             | Turn of the Century | Anderson, Steve Howe, Alan White | 7:56  |
| 3.             | Parallels           | Chris Squire                     | 5:53  |
| 4.             | Wonderous Stories   | Anderson                         | 3:49  |
| 5.             | Awaken              | Anderson, Howe                   | 15:31 |
| Celková délka: | Celková délka:      | Celková délka:                   | 38:49 |

## Obsazení
- Jon Anderson – zpěv, perkuse, harfa
- Chris Squire – baskytara, zpěv
- Steve Howe – elektrická kytara, akustická kytara, laúd, lap steel kytara, zpěv
- Rick Wakeman – klavír, varhany, polymoog, minimoog, kostelní varhany
- Alan White – bicí, perkuse, vibrafon